# Sinistro
Con sinistro, nei contratti assicurativi, si indica l'evento che fa scattare (o potrebbe far scattare) l'operatività delle garanzie di una polizza.
Il tipo di evento può variare sensibilmente, in funzione del tipo di garanzia prestata con la polizza. Ad esempio sono diffusamente oggetto di garanzia sinistri consistenti in furti, incendi o allagamenti, danni emergenti da casi di responsabilità civile o professionale dell'assicurato, naufragi, disastri aerei o ferroviari, incidenti d'auto, morte, lesioni, e molti altri.
Sono elementi determinanti del sinistro:
- la data di accadimento (talvolta anche l'ora)
- le cause che lo hanno determinato
- l'entità monetaria e la natura dei danni provocati
- l'eventuale responsabilità di chi lo ha provocato